# Okean Elzy
Okean Elzy (Oekraïens: Океан Ельзи, soms geromaniseerd als: Okean Elzi, vertaald: De oceaan van Elza of Elza’s oceaan) is een Oekraïense band/rockband. De band is in 1994 in Lviv ontstaan.

## Bandleden

### Huidige bandleden
- Svjatoslav Vakartsjoek – zang
- Denys Doedko – basgitaar
- Miloš Jelić – piano en synthesizers
- Vladimir Opsenica gitaar
- Denys Hlinin – drums

### Voormalige bandleden
- Pavlo Hoedimov – gitaar, mandoline
- Joeri Choestotsjka – basgitaar
- Dmitro Sjoerov – piano en synthesizers
- Petro Tsjernjavsky – gitaar

## Discografie

### Studioalbums
- 1998 – Tam, de nas nema
- 2000 – Jananebiboev
- 2001 – Model
- 2003 – Soepersymetria
- 2005 – GLORIA
- 2007 – Mira
- 2010 – Dolce Vita

### Singles
- 1996 – Boedynok zi skla
- 2002 – Cholodno
- 2004 – Djakoejoe!
- 2006 – Veseli, brate, tsjasy nastaly…
- 2009 – Ja tak chotsjoe…

### Akoestisch album
- 2003 – Tvi format

### Compilatiealbums
- 2006 – 1221
- 2010 – Okean Elzy: The Best Of